# 1998 في مصر
فيما يلي قوائم الأحداث التي وقعت خلال عام 1998 في مصر.

## أفلام
من الأفلام التي صدرت هذه السنة في مصر:
- 1 يناير – اضحك الصورة تطلع حلوة من إخراج شريف عرفة.
- 1 يناير – البطل
- 1 يناير – صعيدي في الجامعة الأمريكية من إخراج سعيد حامد.
- 1 يناير – هارمونيكا
- 28 يناير – رسالة إلى الوالي من إخراج أحمد نادر جلال، نادر جلال.

## كتب
من الكتب التي صدرت هذه السنة في مصر:
- 1 يناير – الأفيال من تأليف فتحي غانم.

## مواليد

### يناير
- 1 يناير – سارة أحمد ربّاعة مصرية.

### مارس
- 22 مارس – أحمد أبو الفتوح لاعب كرة قدم مصري.

### أبريل
- 12 أبريل – ندى معوض لاعبة كرة طائرة شاطئية مصرية.

### يونيو
- 8 يونيو – مها عبد السلام غطّاسة أولمبية مصرية.

### أغسطس
- 21 أغسطس – نادين أسامة

## وفيات

### يناير
- 1 يناير – رباب الكاظمي (مواليد 1918) طبيبة وشاعرة عراقية.

### يوليو
- 27 يوليو – فريد شوقي (مواليد 1920) ممثل مصري.

### سبتمبر
- 10 سبتمبر – محمود حسن (مواليد 1919) مصارع هاوي مصري.

### نوفمبر
- 25 نوفمبر – أنور مصباح (مواليد 1913) ربّاع مصري.

### ديسمبر
- 1 ديسمبر – عائشة عبد الرحمن (مواليد 1913) كاتبة مصرية.